# Saison 2011-2012 du Montpellier Hérault Sport Club
Maillots
Dernière mise à jour : 20 mai 2012.
Chronologie
Saison précédente Saison suivante
La saison 2011-2012 du Montpellier Hérault Sport Club est la trentième saison du club héraultais en première division du championnat de France, la troisième saison consécutive au sein de l'élite du football français. Cette saison est particulièrement importante dans l'histoire du Montpellier HSC, puisque le club a remporté le premier titre de champion de France de son histoire et est ainsi assuré de disputer pour la première fois la Ligue des champions de l'UEFA.
René Girard, entraîneur de 58 ans reconnu par ses pairs et la presse spécialisée en fin de saison, est à la tête du staff montpelliérain lors de cette saison. À la tête du club depuis trois saisons, il a mis en place une tactique portée vers l'offensive, se fondant sur un assise défensive rugueuse et sur un 4-3-3, quels que soient l'adversaire et le terrain sur lequel il joue. Il s'appuie sur un centre de formation performant qui a permis l'éclosion d'une génération ayant remporté la Coupe Gambardella 2008-2009, parmi laquelle Younès Belhanda a une place de leader technique sur le terrain, et sur des joueurs d'expérience comme Vitorino Hilton arrivé lors de l'inter-saison ou encore Geoffrey Dernis présent au club depuis 2009 et la remontée en Ligue 1. De plus, il peut compter sur une cellule de recrutement performante, qui avec peu de moyens, a réussi à faire signer des joueurs tel qu'Olivier Giroud ou Henri Bedimo qui ont explosé aux yeux du grand public lors de cette saison.
Ce parcours exceptionnel pour le club fait suite à deux saisons qui avaient déjà enthousiasmé les supporteurs, puisque les Pailladins – surnom des joueurs du club – avaient atteint une finale de Coupe de la Ligue lors de la saison précédente et une cinquième place en première division synonyme de qualification européenne, lors de la saison 2009-2010, pour leur retour dans l'élite du football. Cependant, les objectifs pour cette saison restaient modestes, puisque Louis Nicollin ne visait qu'une place dans les sept premiers en début de saison, les grands favoris pour le titre étant le Paris Saint-Germain récemment racheté par le Qatar Investment Authority et doté de moyens financiers beaucoup plus importants, ainsi que le tenant du titre, le Lille OSC et ses dauphins, l'Olympique de Marseille et l'Olympique lyonnais.
Le Montpellier HSC va occuper une des deux premières places du championnat durant toute la saison, ne descendant à la quatrième position du championnat qu'une fois, après la défaite face au Paris Saint-Germain lors de la 8e journée de championnat. Il s'empare enfin de la première place lors de la 29e journée devenant petit à petit un candidat sérieux pour le titre, pour ne plus la lâcher jusqu'à la dernière journée de championnat et l'obtention du titre de champion de France. Parallèlement, le club réalise un parcours honorable en Coupe de France, éliminé lors des quarts de finale par la modeste mais vaillante équipe du GFCO Ajaccio, et ne passe qu'un seul tour en Coupe de la Ligue, éliminé par le FC Lorient à domicile dès les huitièmes de finale.

## Avant saison

### Objectif du club
Après une deuxième saison dans l'élite plutôt mitigée et une fin de saison totalement ratée, les dirigeants pailladins espèrent une réaction de la part des joueurs pour le prochain exercice, leur imputant les mauvais résultats du club et plus particulièrement à Emir Spahić qui a passé 18 matchs sur le banc pour cause de suspension.

« Ça me fait vraiment chier de finir dans cette position. Je ne suis pas du tout content et mes joueurs vont le savoir. Je vais les rencontrer lors de la reprise, le 29 juin prochain, et leur dire ce que je pense. On va gentiment remettre les choses au point. »

— Louis Nicollin

« Et il (note de l'auteur : Emir Spahic) ne partira pas s'il n'y a pas des sous au bout, c'est certain. (...) Ce n'est pas lui qui va nous commander. Il nous a coûté des points pendant la saison et si l'on termine à cette 14e place, c'est en partie de sa faute. En tout cas, il sait qu'il nous doit quelque chose. »

— Louis Nicollin
Dans une interview donnée au Midi libre quelques mois plus tard, René Girard annonce clairement qu'il souhaite que son équipe soit intraitable au stade de la Mosson et montre plus d'ambition dans le jeu. Il met également d'entrée de jeu la pression sur les joueurs en annonçant qu'il va y avoir de la concurrence et qu'il donnera sa chance à tous ceux qui sauront la prendre. Il garde cependant des propos plus nuancés sur les objectifs affichés par son président.

« C'est bien d'être ambitieux (note de l'auteur : une 7e place annoncé par le président Nicollin). Si on peut finir à ce niveau-là, ça serait bien. Il faut être réaliste. Finir dans les dix premiers c'est une belle performance. (...) On a eu une saison où on a vu que si on n'était pas rigoureux, sérieux jusqu'au bout, on redevenait une équipe complètement ordinaire. Il faudra être costaud. C'est bien que le président ait des objectifs. (...) Je sais que ça va être une saison difficile. On voit des équipes comme Lorient qui finissent bien, on a des équipes comme Sochaux qui sont là, St Etienne qui peuvent faire quelque chose. Et puis il y a les gros. On fait partie du deuxième championnat. A nous de le faire le maximum. »

— René Girard
Autre signe d'une certaine ambition du club, l'agglomération montpelléraine qui a la charge du stade de la Mosson, décide d'investir afin de rénover une partie du stade (éclairage, siège, tribunes du Haut-Languedoc...) et de restaurer la pelouse du stade qui en avait grand besoin. Après avoir songé à utiliser une pelouse synthétique, les responsables ont suivi l'avis de René Girard et ont opté pour une pelouse naturelle avec un nouveau système d’arrosage et une plus grande perméabilité. L’ensemble des travaux aura coûté 387 000 €, le tout homologué par la FIFA et l'IRB.

### Copa América et matchs internationaux
Alors que Marco Estrada a quitté ses partenaires quelques jours avant la fin de la saison pour mieux se préparer avec la sélection chilienne pour la Copa América 2011, c'est du côté des éliminatoires de la Coupe d'Afrique des nations que les internationaux montpelliérains se sont illustrés avec une première sélection pour Abdelhamid El Kaoutari qui a rejoint Younès Belhanda dans les rangs de la sélection marocaine lors d'une large victoire face à l'Algérie (4-0).
Les deux joueurs seront par ailleurs appelés une nouvelle fois durant le mois d'août alors que le championnat vient juste de reprendre pour affronter l'équipe du Sénégal dans laquelle ils retrouvent un autre Pailladin, Souleymane Camara qui ne pourra empêcher la défaite de son équipe face à l'armada marocaine. Entretemps, Marco Estrada est revenu prématurément de la Copa América 2011, la sélection chilienne ayant été éliminée dès les quarts de finale par la modeste équipe du Venezuela alors qu'elle faisait partie des favorites après les éliminations de l'Argentine et du Brésil.

### Transferts
Après avoir enregistré le retour des prêts de Rémy Cabella et Grégory Lacombe, le club va s'activer afin de renforcer le secteur défensif en difficulté en fin de saison dernière. Le 7 juin 2011, les dirigeants présentent ainsi Henri Bedimo, ancien latéral gauche lensois qui signe pour quatre saisons et pour un transfert évalué à deux millions d'euros. Après deux mois plutôt calmes du point de vue des arrivées, les dirigeants du club profitent des malheurs du Grenoble Foot, mis en liquidation judiciaire, pour faire signer le jeune milieu isérois, Jonathan Tinhan, laissé libre de tout contrat, pour une durée de quatre ans. Le 1er août 2011, le défenseur brésilien, Vitorino Hilton, signe également au club pour une durée d'un an avec une année optionnelle après avoir mis fin à son contrat avec l'Olympique de Marseille à la suite de l'agression dont il a été victime à son domicile à Marseille.
Après une saison difficile marquée par de nombreuses exclusions et par des désaccords avec les dirigeants, Emir Spahić décide de quitter le club pour le Séville FC, où il signe un contrat de trois ans afin de donner un nouveau cap à sa carrière. Vendu deux millions d'euros, les dirigeants pailladins peuvent se mordre les doigts de ne pas l'avoir vendu au Arsenal FC la saison passée à un prix qui aurait sans doute été plus important. Le club ne fait aucune autre vente lors de cet inter-saison, même si certains joueurs comme Mapou Yanga-Mbiwa font l'objet de nombreuses rumeurs,. C'est sur le marché des prêts que le club est le plus présent, en effet, de nombreux jeunes joueurs frappent à la porte de l'équipe première et afin de leur faire acquérir du temps de jeu, les dirigeants décident de les envoyer dans différents clubs de divisions inférieures, le Vannes OC pour Adrien Coulomb, le FC Martigues pour Guillaume Legras et Teddy Mézague et enfin l'Amiens SC pour le très prometteur Jonas Martin.
Lors du Mercato d'hiver, Bengali-Fodé Koita suivra le même chemin en étant prêté au RC Lens en grande difficulté en Ligue 2, alors que l'international turc Hasan Kabze, présent depuis un an et demi dans l'Hérault, sera laissé libre de tout contrat à sa demande, le staff ne comptant plus sur lui, le club de l'Orduspor lui ayant déjà proposé de rentrer au pays.

### Préparation d'avant-saison
Avant son premier match officiel en Ligue 1 prévue le 6 août, le Montpellier HSC a prévu six matchs amicaux. 	
Le premier de ces matchs s'est déroulé le 9 juillet à Mende face à une sélection lozérienne servant comme l'année passée de clôture à la semaine de stage physique en Lozère. Si le score de six buts reste anecdotique, ce match a permis de jauger les nouveaux arrivants et les retours de prêt.	
Les deux matchs de préparation qui ont suivi n'ont pas été particulièrement enthousiasmants pour les supporteurs héraultais. Après une difficile victoire un but à zéro face à l'AC Arles-Avignon qui évolue désormais en Ligue 2, les hommes de René Girard ont obtenu une victoire de prestige contre l'Olympique de Marseille dans un match qui n'a pas été totalement amical remporté un but à zéro sur un coup franc de Younès Belhanda.
Après avoir du annuler le match prévu contre l'AS Monaco, les Héraultais vont peiner face au Toulouse FC (2-2) puis sombrer après l'expulsion d'Abdelhamid El Kaoutari face au Girondins de Bordeaux (1-3).

## Compétitions

### Championnat
La saison 2011-2012 de Ligue 1 est la soixante-treizième édition du championnat de France de football et la dixième sous l'appellation « Ligue 1 ». La division oppose vingt clubs en une série de trente-huit rencontres. Les meilleurs de ce championnat se qualifient pour les coupes d'Europe que sont la Ligue des Champions (le podium) et la Ligue Europa (le quatrième et les vainqueurs des coupes nationales). Le Montpellier HSC participe à cette compétition pour la trentième fois de son histoire et la troisième consécutive depuis la saison 2009-2010.
Les favoris des bookmakers pour le titre en fin de saison sont le Paris Saint-Germain, muni d'un portefeuille important depuis son rachat par le Qatar Investment Authority, et l'Olympique lyonnais toujours présent bien qu’amoindri depuis deux ans, tandis que le Lille OSC, champions de France en titre, et l'Olympique de Marseille, son dauphin, sont les principaux outsiders. Publié par le quotidien Le Monde, sur la base des contributions envoyées par leurs lecteurs, la liste des favoris si elle reste identique et légèrement modifié, puisque la majorité voient l'Olympique de Marseille comme champion, devant le Paris Saint-Germain. Il faut noter également que parmi les surprises proposées par les lecteurs, il n'est nulle part fait mention du Montpellier Hérault.
Les relégués de la saison précédente, l'AS Monaco, le RC Lens et l'AC Arles-Avignon, sont remplacés par l'Évian Thonon Gaillard FC, champion de Ligue 2 en 2010-2011 et qui atteint pour la première fois l'élite du football français, l'AC Ajaccien, de retour en première division après cinq ans d'absence, et le Dijon FCO pour qui il s'agit également d'une première.

#### Des débuts prometteurs - Journées 1 à 4
Alors que beaucoup promettaient un mois d'août difficile au club héraultais, avec trois clubs européens au programme, les Pailladins réalisent le meilleur départ de leur histoire en Ligue 1 en remportant leurs trois premiers matchs.
Performance d'autant plus remarquable qu'après avoir battu l'AJ Auxerre lors de l'ouverture de la saison, les hommes de René Girard vont chercher une victoire sur le terrain du champion en titre lillois (0-1) grâce à un extraordinaire Laurent Pionnier remplaçant au pied levé un Geoffrey Jourdren blessé et au réalisme d'Olivier Giroud, qui commence sa saison comme il avait terminé la précédente, en étant décisif.
Mais si cette performance était déjà considérée comme un exploit, c'est lors du match suivant alors que les Pailladins accueillent le Stade rennais, considéré comme un candidat aux premières places, qu'ils vont faire la démonstration de leur football en dominant quatre buts à zéro les hommes d'un Frédéric Antonetti dépité avec notamment un doublé de Souleymane Camara.
Le mois d'août se termine cependant par une défaite face à un Olympique lyonnais plus réaliste que dominateur et grandement aidé par l'expulsion de Younès Belhanda en milieu de deuxième période qui s'impose deux buts à un face à des Héraultais qui n'ont pas à rougir de leur performance. Malgré cette défaite, le Montpellier HSC termine le mois d'août en tête du championnat avec un point d'avance sur son adversaire du jour.

#### Un mois de septembre mitigé - Journées 5 à 8

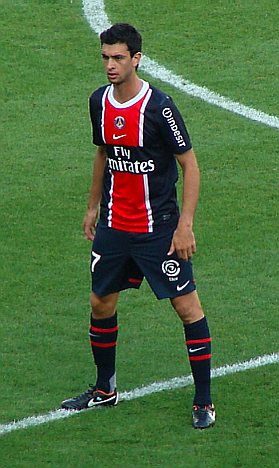
Javier Pastore, la star du Paris SG auteur d'un but magnifique à la Mosson.

Après une qualification difficile en coupe de la Ligue, les Pailladins battent tout aussi difficilement l'OGC Nice (1-0) au stade de la Mosson grâce à un but à l'entame du dernier quart d'heure de Souleymane Camara, l'homme en forme de ce début de saison. Les deux matchs suivant face à des candidats direct dans la course au maintien, premier objectif du club, ne permettent pas au supporteurs de s'enflammer, avec un match nul face au Stade brestois puis avec une victoire étriqué face aux promus ajacciens que tout le monde voit déjà relégué.
Les héraultais sont cependant toujours leader du championnat, alors que le dernier match du mois de septembre se profile face au Paris Saint-Germain avec son armada de grand joueur.

« C'est une belle affiche. Compte tenu du recrutement du PSG, il y aura quelques stars sur le terrain. On n'a pas grand-chose à perdre. Tout ce qui est pris n'est plus à prendre. On a 16 points. Continuons comme ça. On ne se met pas la pression. Notre objectif n'est pas de finir premier même si on va essayer de rester en haut de tableau le plus longtemps possible. On aborde ce match sans une pression inhibitrice. »

— Olivier Giroud
Mais si toutes les conditions étaient réunis pour faire de ce match une grande fête, avec un stade garni de plus de 24 000 supporteurs, les joueurs peut-être crispé par l'enjeu, ont totalement déjoué face à un bon Paris Saint-Germain et un excellent Javier Pastore, pour une défaite trois à zéro qui remets en question le bon début de saison du club.

#### Une série de huit matchs sans défaite - Journées 9 à 16

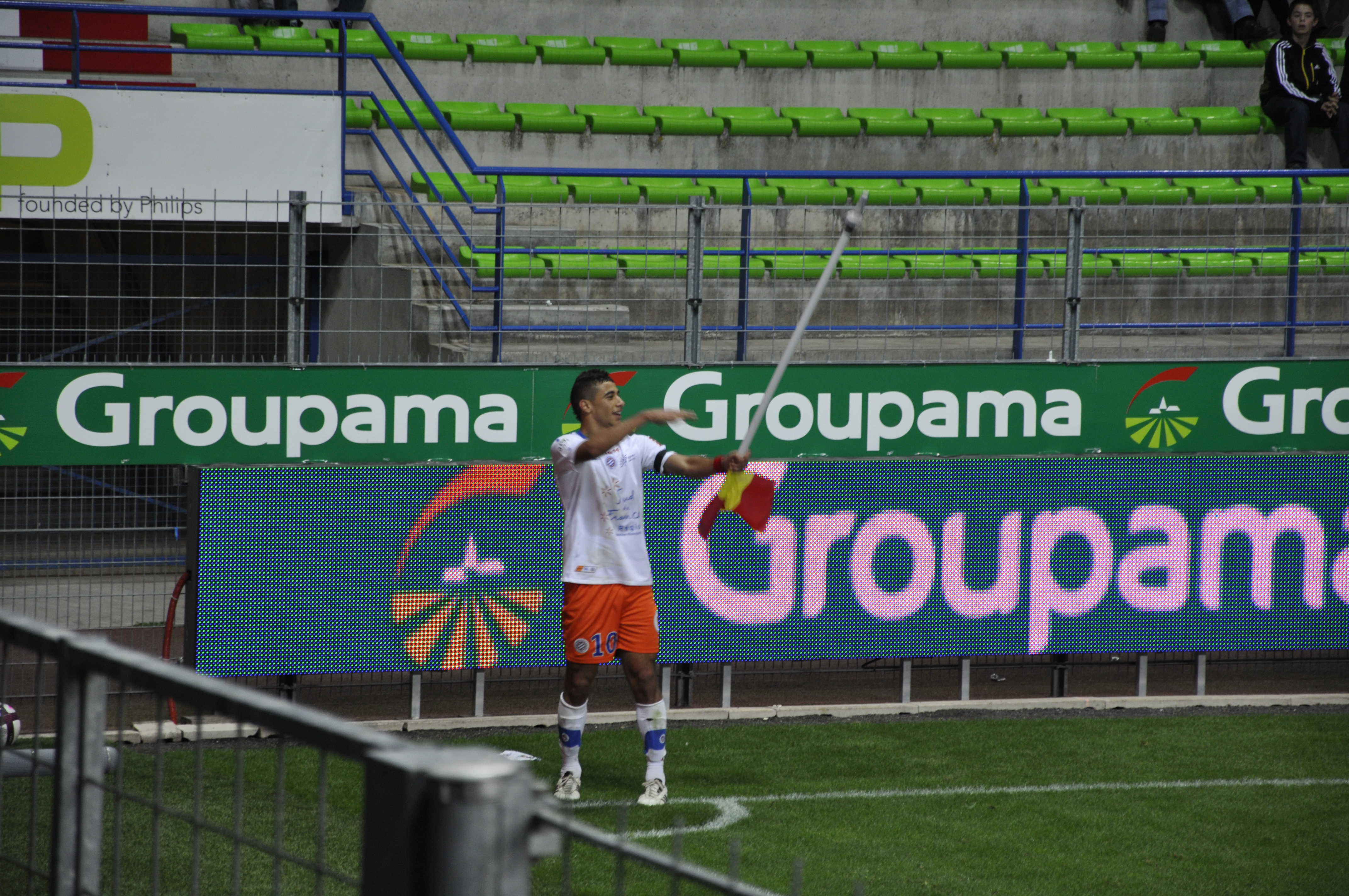
Younès Belhanda, célébrant son but
face au SM Caen.

Malgré un recul du club à la 4e place du championnat, les Pailladins vont relancer la machine dès le mois d'octobre, après un bon match nul obtenu en toute fin de match face aux Girondins de Bordeaux, puis en enchaînant trois victoires consécutives en championnat avec notamment un spectaculaire cinq buts à trois face au Dijon FCO, alors que le club était mené deux buts à zéro, avec un triplé de son « goléador », Olivier Giroud. Fin octobre, le club héraultais est la meilleure attaque du championnat et compte dans ses rangs le meilleur buteur du championnat, Olivier Giroud qui connaît d'ailleurs sa première sélection en équipe de France.
Après un match nul face à l'AS Saint-Etienne, les héraultais enchaînent et se vengent de leur défaite en finale de la Coupe de la Ligue 2011 en battant au stade de la Mosson, l'Olympique de Marseille (1-0) grâce à un but contre son camp de Souleymane Diawara, revenant ainsi à égalité avec le Paris Saint-Germain en tête du championnat.
Lors de la trêve internationale qui suit, Olivier Giroud fait ses premiers pas en équipe de France, ce qui n'était plus arrivé à un Pailladin depuis 1996, auteur de prestations sérieuse il se remet à enflammer le championnat dès les matchs suivants, en inscrivant un triplé face au FC Sochaux-Montbéliard (1-3) dont deux buts dans les trois dernières minutes puis en délivrant trois passes décisives et en inscrivant un but face au FC Lorient (4-0) lors du match suivant.

#### Une trêve qui tombe à point - Journées 17 à 19
Le Montpellier HSC est alors seul leader de la Ligue 1 et se prend à rêver du titre honorifique de champion d'automne, mais les hommes de René Girard vont craquer et enchaîner trois matchs sans victoire dont un cuisant échec face au promu, l'Evian Thonon Gaillard FC qui armé d'anciens Pailladins, Cédric Barbosa et Cédric Cambon pour ne citer qu'eux, va écraser en quelques minutes les Pailladins qui terminent ainsi l'année 2011 à la seconde place du championnat juste derrière le Paris Saint-Germain.
Les Pailladins terminent cependant la première moitié de saison avec la meilleure attaque du championnat, avec la seconde meilleure défense et avec le meilleur buteur de championnat qui se prend à rêver d'une fin de saison en trombe.

« Tout simplement terminer dans les trois premiers avec Montpellier, pourquoi pas terminer en tête du classement des buteurs, et disputer l’Euro 2012 avec l’équipe de France. Voilà, rien que ça ! Je fais exprès de mettre le maximum de choses en espérant qu’au moins une se concrétisera. Et si c’est les trois, ce ne sera que du bonheur. »

— Olivier Giroud
| Rang | Équipe              | Pts | J  | G  | N | P | Bp | Bc | Diff |
| ---- | ------------------- | --- | -- | -- | - | - | -- | -- | ---- |
| 1    | Paris Saint-Germain | 40  | 19 | 12 | 4 | 3 | 31 | 17 | +14  |
| 2    | Montpellier HSC     | 37  | 19 | 11 | 4 | 4 | 39 | 23 | +16  |
| 3    | Lille OSC           | 36  | 19 | 9  | 9 | 1 | 33 | 19 | +14  |
| 4    | Olympique lyonnais  | 35  | 19 | 11 | 2 | 6 | 31 | 21 | +10  |
| 5    | Stade rennais       | 32  | 19 | 9  | 5 | 5 | 29 | 23 | +6   |

#### À la poursuite de Paris - Journées 20 à 29
Malgré les absences de plusieurs joueurs cadres partis pour la coupe d'Afrique des nations 2012, Younès Belhanda et Abdelhamid El Kaoutari avec le Maroc, Jamel Saihi avec la Tunisie et Souleymane Camara avec le Sénégal, les Pailladins vont effectuer un sans fautes lors du mois de janvier en enchainant les victoires en championnat, en battant notamment un de leurs principaux rivaux pour les places européennes, l'Olympique lyonnais sur le score d'un but à zéro lors de la journée de reprise.
Les Pailladins sont sur un nuage et vont continuer à impressionner leurs adversaires en enchainant sept victoires consécutives toutes compétitions confondues jusqu'au match du 11 février conclu par une lourde victoire face à l'AC ajaccien trois buts à zéro.
Se présente alors le choc au sommet de la Ligue 1 au Parc des Princes, le Paris Saint-Germain, premier, reçoit des Montpelliérains à seulement un petit point derrière. Après une lourde défaite à la Mosson lors du match aller (0-3), les joueurs de René Girard sont revanchards et les médias se déchainent autour du choc entre « le géant parisien », et « le petit club formateur de province ».

« Il y a quelque temps, on a pris une petite leçon à la maison. On pensait que tout était terminé. On pense qu'après ce match-là, tout sera plus ou moins calé, ou terminé aussi. Et on s'aperçoit qu'on se retrouve à un point, en ayant perdu à la maison contre eux. L'objectif est bien sûr de faire le meilleur résultat possible. On va aller à Paris pour faire un truc. Je crois que le groupe est bien, tout le monde est compétitif. Si tout le monde est motivé comme je le suis, ce que je ne doute pas, il faudra compter sur nous. »

— René Girard.
Mais les Pailladins vont démontrer qu'ils sont capables de lutter pour le titre grâce à un grand Younès Belhanda, qui s'impose de plus en plus comme une pièce maitresse du jeu montpelliérain, en faisant jeu égal avec leurs riches adversaires, menant d'ailleurs deux buts à un à la 82e minute, ne se faisant rejoindre qu'en fin de match.
Dès le week-end suivant, les Pailladins continuent sur leur lancée en profitant d'un match nul du Paris Saint-Germain, pour battre les Girondins de Bordeaux (1-0) et ainsi ravir la première place aux joueurs de la capitale. Mais les Pailladins laissent cependant cette place leur échapper dès la journée suivante avec un match nul contre le Dijon FCO, puis voit l'AS Nancy-Lorraine mettre fin à une série de 11 matchs sans défaite, lors d'un match (0-1) qui sera marqué par la double expulsion de Vitorino Hilton et de Benjamin Stambouli accompagné d'un pénalty. Malgré cette contre-performance, les Pailladins ne se relâchent pas et s'emparent de la première place du championnat trois jours plus tard en battant l'AS Saint-Étienne un but à zéro.

#### Un sprint final à trois - Journées 30 à 38
La course poursuite est alors lancée avec comme principaux concurrents, le Paris Saint-Germain et le Lille OSC qui revient bien en cette fin de saison. Les hommes de René Girard tiennent cependant le coup sous la pression liée à leur position de leader, capable de coups d'éclats, lors de la première victoire de l'histoire du club au stade Vélodrome face à un Olympique de Marseille (1-3) au fond du trou, grâce notamment à un chef-d’œuvre de Younès Belhanda à la 71e minute, ou de contres performances étonnantes comme la défaite face au FC Lorient (1-2) ou le match nul au stade de la Mosson face à l'Évian-Thonon-Gaillard FC (2-2) à trois journées de la fin.
Le sprint final est ainsi lancé, et les Montpelliérains répondent de la meilleure des façons à ceux qui annonçaient qu'ils craqueraient sous la pression en allant s'imposer face au Stade rennais (0-2) lors de l'ultime match de la 36e journée tout en sachant que leurs deux principaux adversaires s'étaient imposés. La 37e journée devient ainsi capitale, puisque les Pailladins accueillent, dans un stade de la Mosson à guichets fermés, battant ainsi le record d'affluence de la saison, le Lille OSC, qui doit s'imposer à tout prix pour croire encore au titre. De plus, en cas d'un meilleur résultat des Montpelliérains que celui des Parisiens, le club héraultais peut mathématiquement décrocher le titre à une journée de la fin.

« C'est clair que l'on ne pouvait pas rêver mieux comme affiche pour une avant-dernière journée. Avec un peu de chance, on peut être titrés dimanche soir. L'ambiance s'annonce en tout cas exceptionnelle. On va jouer à guichets fermés, ce qui n'est pas arrivé cette saison. On n'a pas vu partir les places. Pour nous, joueurs, il n'y a pas en revanche d'euphorie particulière. On a fait le décrassage mardi matin normalement et on enchaîne sur une semaine d'entraînement normale. Pour l'instant, on est premiers, mais on n'a rien gagné ! »

— Geoffrey Dernis dans La Voix des Sports

« Qu’on soit entraîneur professionnel ou joueur de Ligue 1, on fait ce métier pour vivre des matchs comme ceux-là, avec de l’enjeu, un stade plein et de l’adversité. C’est bien, ce sera sans doute très disputé. Mais j’ai confiance en mon groupe qui a des forces à faire valoir. On veut gagner chez un leader peut-être un peu moins fringant et très en réussite ces derniers temps. Après, franchement, si les Montpelliérains terminent premiers, ils le méritent car c’est une belle équipe. »

— Rudi Garcia sur le site internet du LOSC
Cependant et malgré un but dans les arrêts de jeux de Karim Aït-Fana après une nouvelle passe décisive d'Olivier Giroud, libérant le stade de la Mosson après une rencontre plus que crispante, les Pailladins ne sont pas sacrés, puisque dans le même temps, le Paris Saint-Germain a battu le Stade rennais (3-0).
Le titre se joue donc lors de la dernière journée au stade de l'Abbé-Deschamps face à l'AJ Auxerre qui est déjà relégué. En parallèle, le Paris Saint-Germain est au stade du Moustoir pour affronter le FC Lorient qui joue sa place en première division. Alors que les deux candidats pour le titre semblent crispés par l'enjeu et sont rapidement menés au score, but d'Olivier Kapo pour l'AJ Auxerre et de Kévin Monnet-Paquet pour le FC Lorient, le spectacle a surtout lieu dans les tribunes avec des supporteurs du Kop auxerrois qui manifestent de manière virulente leur mécontentement face aux résultats de leur équipe. L'égalisation par John Utaka en fin de première période, permet néanmoins aux hommes de René Girard de reprendre leur destin en main dans leur duel à distance avec le Paris Saint-Germain.
La seconde mi-temps est surtout marquée par les actions des supporteurs auxerrois qui obligent l'arbitre à arrêter deux fois le match et à faire évacuer par les forces de l'ordre la tribune située derrière les buts de Geoffrey Jourdren. C'est ainsi que les Parisiens qui ont finalement battu le FC Lorient (2-1), vont vivre devant une télévision les vingt dernières minutes du match de leur concurrent. Et c'est finalement de nouveau John Utaka sur un corner mal dégagé par la défense auxerroise, que les joueurs montpelliérains vont envoyer leurs supporteurs et leur président aux anges. Le Montpellier HSC décroche ainsi le premier titre de son histoire trois ans seulement après son retour dans l'élite du football français.

### Classement final et statistiques

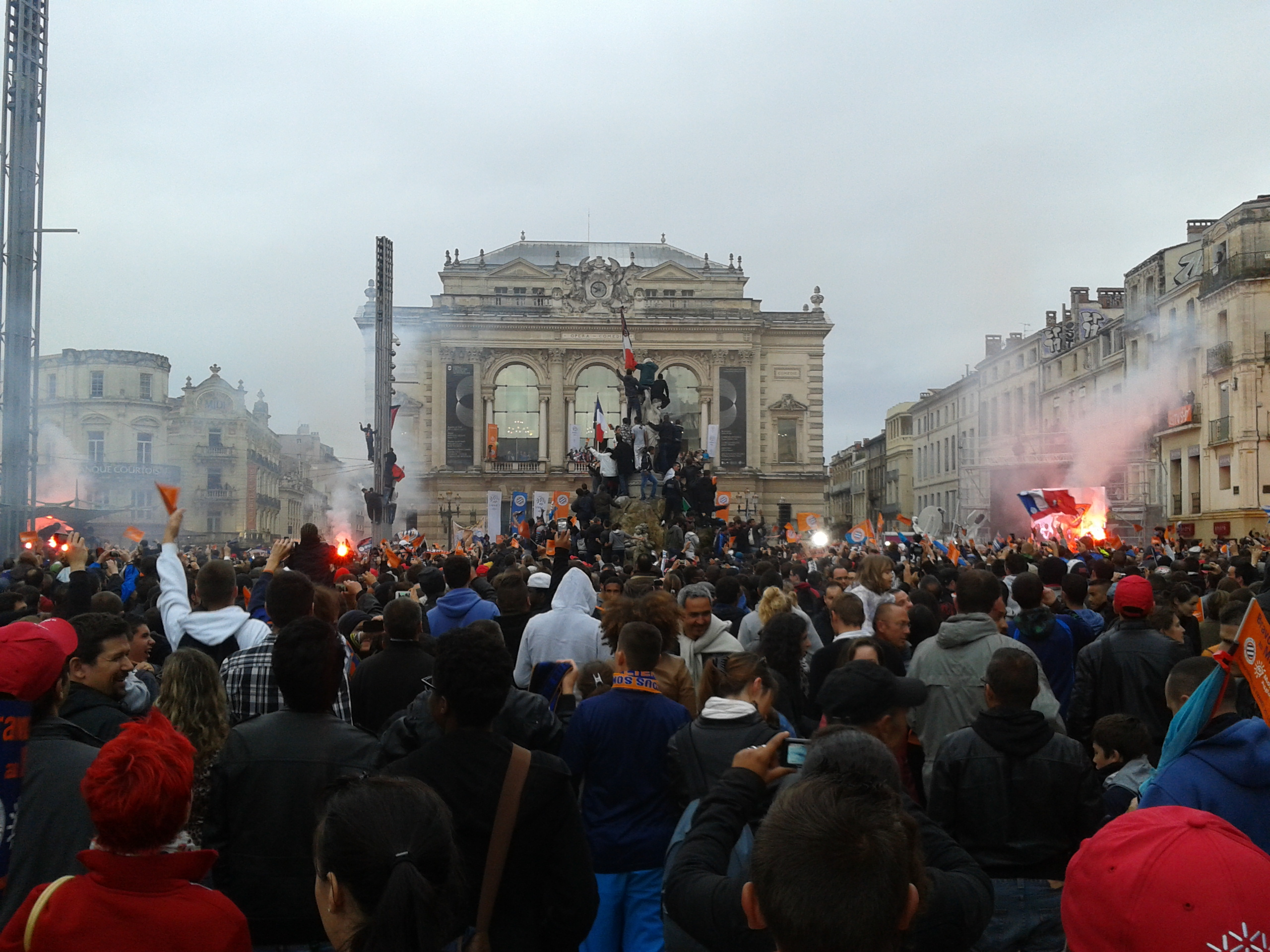
Supporteurs lors de la remise du trophée sur la Place de la Comédie.

Le Montpellier HSC termine le championnat à la première place avec 25 victoires, 7 matchs nuls et 6 défaites. L'équipe montpelliéraine est la seule à avoir remporté autant de match lors de la compétition, une victoire rapportant trois points et un match nul un point, le MHSC totalise 82 points soit trois de plus que son dauphin, le Paris Saint-Germain et treize de plus que son précédent record de points engrangés en Ligue 1. Ce total de point, est également le deuxième plus important de l'histoire de la Ligue 1 pour un champion, après les 84 points de l'Olympique lyonnais en 2006. Les Montpelliérains possèdent la troisième meilleure attaque du championnat, la meilleure défense à égalité avec le Toulouse FC et la meilleure différence de buts à égalité avec le Paris Saint-Germain. Le MHSC est la meilleure équipe à domicile du championnat (50 points), mais seulement la troisième à l'extérieur (32 points). Le club termine cependant à la 13e place du classement du classement du fair-play établi par la Ligue de football professionnel, avec 68 cartons jaunes et sept cartons rouges.
Le MHSC est qualifié pour la phase de groupes de la Ligue des Champions 2012-2013 ainsi que le Paris Saint-Germain qui occupe la deuxième place. Le Lille OSC, qui finit troisième, participera aux barrages de la compétition pour tenter d'accéder à la phase de groupes. L'Olympique lyonnais, vainqueur de la coupe de France, obtient sa qualification pour la phase de groupes de la Ligue Europa 2012-2013 alors que l'Olympique de Marseille, vainqueur de la coupe de la Ligue, ne se qualifie que pour le troisième tour de qualification de cette compétition. La dernière place qualificative pour cette compétition (barrages) revient au Girondins de Bordeaux, cinquième du championnat. La cinquième place qualificative s'explique par la victoire de l'OL en coupe de France. Les trois clubs relégués en Ligue 2 2012-2013 sont l'AJ Auxerre après trente-deux ans au plus haut niveau, le Dijon FCO qui n'aura fait qu'un court passage à ce niveau et le Stade Malherbe de Caen qui redescend après deux saisons en première division.
| Rang | Équipe                | Pts | J  | G  | N  | P  | Bp | Bc | Diff |
| ---- | --------------------- | --- | -- | -- | -- | -- | -- | -- | ---- |
| 1    | Montpellier HSC       | 82  | 38 | 25 | 7  | 6  | 68 | 34 | +34  |
| 2    | Paris SG              | 79  | 38 | 23 | 10 | 5  | 75 | 41 | +34  |
| 3    | Lille OSC             | 74  | 38 | 21 | 11 | 6  | 72 | 39 | +33  |
| 4    | Olympique lyonnais    | 64  | 38 | 19 | 7  | 12 | 64 | 51 | +13  |
| 5    | Girondins de Bordeaux | 61  | 38 | 16 | 13 | 9  | 53 | 41 | +12  |
| 6    | Stade rennais         | 60  | 38 | 17 | 9  | 12 | 53 | 44 | +9   |
| 7    | AS Saint-Étienne      | 57  | 38 | 16 | 9  | 13 | 49 | 45 | +4   |

- Phase de groupes de la Ligue des Champions 2012-2013
- Barrages de la Ligue des Champions 2012-2013
- Phase de groupes de la Ligue Europa 2012-2013
- Barrages de la Ligue Europa 2012-2013

### Coupe de France
La coupe de France 2011-2012 est la 95e édition de la coupe de France, une compétition à élimination directe mettant aux prises les clubs de football amateurs et professionnels à travers la France métropolitaine et les DOM-TOM. Elle est organisée par la FFF et ses ligues régionales. Cette saison, le nombre d'équipes engagées dans la compétition est de 7 422 participants soit un peu moins que lors de la saison précédente.
En trente-deuxièmes de finale de la coupe de France, le MHSC se retrouvent opposé au modeste club de l'AS Prix-lès-Mézières qui évolue en Division d'Honneur de Champagne-Ardenne. Les Pailladins ne tombent pas dans le piège ardennais et réalise une prestation aboutie (4-0) pour bien commencer l'année 2012.
Lors du tour suivant, le club héraultais hérite du Tours FC, pensionnaire de Ligue 2, mais surtout ancien club du meilleur buteur montpelliérain Olivier Giroud.

« Quelqu'un m'a dit alors : si on passe, on va à Tours en 16es de finale. J'étais vraiment heureux (...) »

« Deux belles saisons, avec du beau jeu et une équipe très compétitive. Et surtout une deuxième année qui m'a lancé avec le titre de meilleur buteur à la clef (...) »

— Olivier Giroud
C'est Rémy Cabella qui au cours d'un match crispant sans réel fond de jeu, va inscrire le but de la victoire et permettre au MHSC d'atteindre le tour suivant pour aller défier un autre club de la région, le LB Châteauroux. La physionomie du match est identique lors du tour suivant, les Pailladins s'imposant deux buts à zéro face à cet autre pensionnaires de seconde division grâce au réalisme de ces deux stars, Olivier Giroud et Younès Belhanda.
Lors des quarts de finale, le sort attribue au MHSC l'équipe du GFCO Ajaccio qui évolue en National, mais si beaucoup se voyaient déjà en demi-finale, les pailladins connaissent une grosse désillusion, en se faisant éliminer lors d'un match marqué par la volonté d'une équipe corse sans complexe, qui inscrit le but victorieux par Yohan Bocognano.

### Coupe de la Ligue
La Coupe de la Ligue 2011-2012 est la 18e édition de la Coupe de la Ligue, compétition à élimination directe organisée par la Ligue de football professionnel (LFP) depuis 1994, qui rassemble uniquement les clubs professionnels de Ligue 1, Ligue 2 et National. Depuis 2009, la LFP a instauré un nouveau format de coupe plus avantageux pour les équipes qualifiées pour une coupe d'Europe.
Malgré une place de finaliste dans cette compétition lors de la saison précédente, le MHSC doit passer par les seizièmes de finale de la compétition, les équipes européennes étant exemptées de ce tour, et affronte ainsi l'Amiens SC qui évolue en Ligue 2, au stade de la Mosson. Menés au score deux buts à zéro à la mi-temps, les Pailladins vont avoir la force mentale pour revenir par John Utaka puis par Olivier Giroud, décrochant leur qualification lors de la séance des tirs au but.
Lors du tour suivant, le club héraultais accueille le FC Lorient et ne réalise pas un nouvel exploit, menés rapidement au score, les hommes de René Girard n'auront jamais été réellement en mesure de l'emporter et sortent par la petite porte de cette compétition sur le score de deux buts à un.

### Matchs officiels de la saison
Le tableau ci-dessous retrace les 44 rencontres officielles jouées par le Montpellier HSC durant la saison. Le club montpelliérain a participé aux 38 journées du championnat ainsi qu'à quatre tours de Coupe de France et à deux rencontres en Coupe de la Ligue. Les buteurs sont accompagnés d'une indication sur la minute de jeu où est marqué le but et, pour certaines réalisations, sur sa nature (penalty ou contre son camp).
Le bilan général de la saison est de 28 victoires, 8 matchs nuls et 8 défaites pour 78 buts marqués et 39 encaissés.
| Compétition       | Débute au tour | Place ou tour final | Matches joués | Gagnés | Nuls | Perdus | Buts pour | Buts contre | Différence |
| Ligue 1           | -              | -                   | 38            | 25     | 7    | 6      | 68        | 34          | +34        |
| Coupe de France   | 1/32 de finale | 1/4 de finale       | 4             | 3      | 0    | 1      | 7         | 1           | +6         |
| Coupe de la ligue | 1/16 de finale | 1/8 de finale       | 2             | 0      | 1    | 1      | 3         | 4           | -1         |
| Total             | -              | -                   | 44            | 28     | 8    | 8      | 78        | 39          | +39        |

## Joueurs et encadrement technique

### Encadrement technique

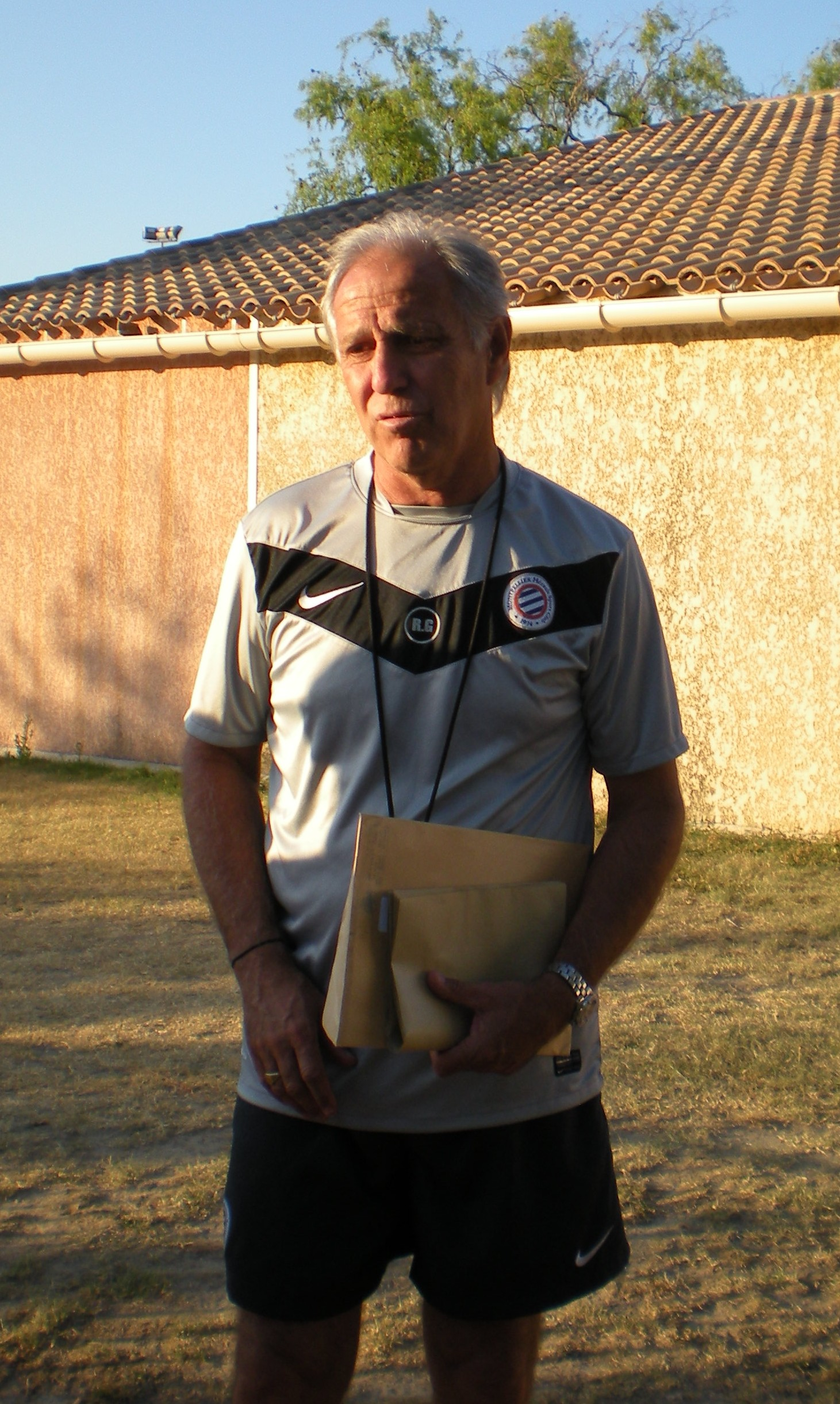
René Girard, l'entraineur du club.

L'équipe est entraînée par René Girard. Entraîneur de 58 ans en poste depuis l'été 2009, cet ancien milieu de terrain, joueur rival du Nîmes Olympique, puis des Girondins de Bordeaux entre 1973 et 1991. Il commence sa carrière de technicien comme dernière chance du Nîmes Olympique en 1991. Une expérience qui tourne court avec la relégation des Gardois, à la suite de laquelle il choisit de reprendre un tabac presse afin de s'éloigner du monde du foot. Il replonge cependant en 1997, entraineur du Pau FC puis du RC Strasbourg qu'il maintient en Division 1, il rejoint à la fin de la saison la FFF et sur la recommandation d'Aimé Jacquet, il rejoint le staff de l'équipe de France. D'abord entraineur adjoint de l'équipe A, il devient entraineur des jeunes puis des espoirs après l'intronisation de Jacques Santini en 2002. En 2008, et sans réelle explication, il est licencié de son poste à la fédération, il prend alors une année sabbatique, avant de se retrouver sur le banc du MHSC à l'été 2009, alors que le club vient de remonter en Ligue 1. René Girard est assisté depuis son arrivée par Pascal Baills, ancien du club en tant que joueur et déjà adjoint de Rolland Courbis, le prédécesseur du Gardois. 

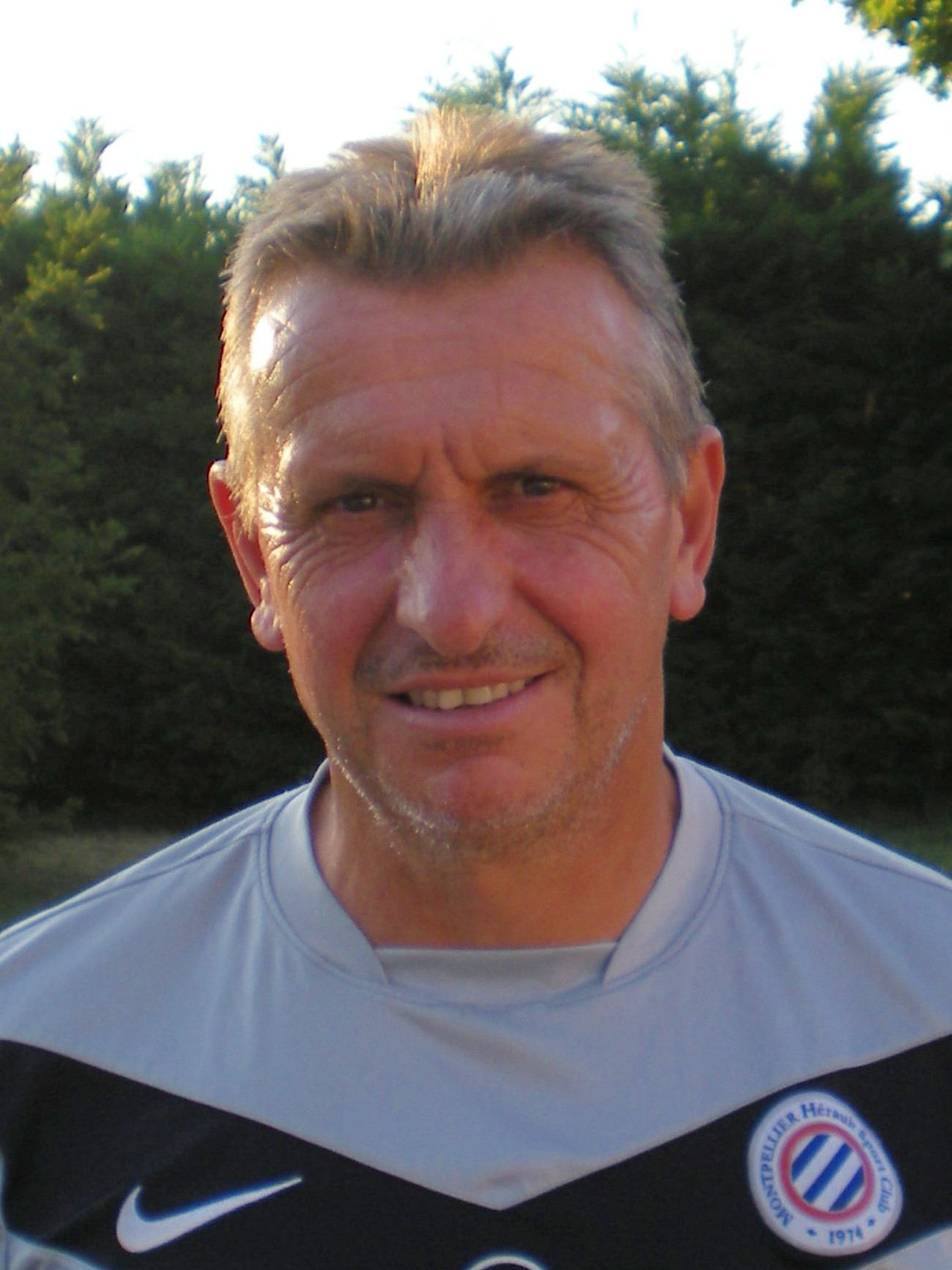
Pascal Baills, l'entraineur adjoint du club.

Pascal Baills est un ancien de la maison, formée au club et joueur pro du MHSC entre 1983 et 1991, puis entre 1995 et 2000, il intègre dès la fin de sa carrière le staff du club en tant qu'entraineur de la seconde équipe réserve. Il devient alors l'assistant de Michel Mézy en 2001, puis à la suite du licenciement du Gardois, coentraineur avec Gérard Bernardet et Ghislain Printant avec qui il sauve le club de la relégation. Redevenu adjoint puis entraineur des benjamins, il attend 2006 pour être à nouveau appelé comme adjoint par Jean-François Domergue. Il est ensuite gardé comme adjoint lors de la passation de pouvoir avec Rolland Courbis en 2008, puis lors de la passation de pouvoir avec René Girard en 2009. Ce Catalan d'origine au sang chaud, forme rapidement avec René Girard un duo complice, ce qui rejailli sur le groupe professionnel.

« Il y a toujours une petite période d’adaptation, mais avec René, elle fut relativement rapide. Nous avons quand même deux caractères plutôt bouillonnants (...) je me surprend à devenir celui qui calme tout le monde. J’essaie de ne pas trop monter dans les tours, car ensuite, j’ai du mal à redescendre. »

— Pascal Baills
Parmi les autres membres du staff, il y a le préparateur physique Nicolas Girard, fils de René Girard et seule condition à l'arrivée de ce dernier dans l'Hérault. D'abord vu comme un caprice de son père, il a vite fait taire les sceptiques et notamment un certain Louis Nicollin, en imposant ses méthodes avec des résultats plus que satisfaisants dès la première année.
L'entraineur des gardiens est Dominique Deplagne, ancien gardien de but du MHSC, entre 1979 et 1985, il intègre le staff montpelliérain en 1995 comme entraineur des gardiens de la seconde équipe réserve du club et remporte avec eux le championnat de Division d'Honneur Régionale du Languedoc-Roussillon en 1996 puis la coupe de la ligue du Languedoc-Roussillon en 1997. En 1997, il prend en charge l'entraînement des gardiens du centre de formation, poste qu'il occupe jusqu'en février 2004, formant ainsi des gardiens comme Rudy Riou, Rémy Vercoutre, Jody Viviani, Johann Carrasso ou Geoffrey Jourdren avant de debenir entraîneur adjoint chargé des gardiens au sein de l'équipe première.

### Effectif professionnel
Dans l'effectif professionnel de la saison 2011-2012, pas moins de douze joueurs sont issus du centre de formation du club. Parmi eux, trois sont particulièrement attachés à ce club puisque nés dans la ville de Montpellier, il s'agit de Jonathan Ligali, le troisième gardien du club, de l'international marocain, Abdelhamid El Kaoutari et de l'international tunisien, Jamel Saihi.
Le capitaine de l'équipe est le défenseur central français Mapou Yanga-Mbiwa. Formé au Montpellier HSC, il signe son premier contrat professionnel en 2006, mais ne s'impose dans l'équipe première que lors de la saison suivante sous les ordres de Rolland Courbis ou il participe à 34 des 38 matchs de championnat de son équipe. Il démontre ensuite tout son talent en Ligue 2 lors de la saison 2008-2009 en étant un des principaux artisans de la montée de son club en Ligue 1. Depuis 2009, il est devenu indiscutable en défense centrale où il va côtoyer respectivement Nenad Dzodic, Emir Spahić puis Vitorino Hilton, aux côtés desquels il apprend énormément et obtient ainsi le brassard de capitaine du MHSC au début de la saison.
Autre joueur formé au club, le gardien de but numéro un du club, Geoffrey Jourdren, qui fait partie de la promotion 86 de l'INF Clairefontaine. Il devient titulaire lors de la saison 2009-2010, en lieu et place de Johann Carrasso, alors blessé. Le numéro deux à ce poste est une autre figure du club, il s'agit de Laurent Pionnier, titulaire lors de la saison 2005-2006 du club, il redevient numéro deux après un rapide passage au FC Libourne-Saint-Seurin. Il est beaucoup aimé des supporteurs et représente vraiment l'âme de la Paillade dans cette équipe.
Parmi les autres jeunes joueurs issus du centre de formation, il y a la génération de la Coupe Gambardella 2008-2009, avec Abdelhamid El Kaoutari et Younès Belhanda qui ont connu les joies de la sélection marocaine grâce à leur montée en puissance lors de ces deux dernières saisons. René Girard peu également compter sur les deux espoirs français que sont Benjamin Stambouli qui peut évoluer tant en défense centrale qu'en milieu de terrain, et Rémy Cabella, qui après une saison en prêt à l'AC Arles-Avignon, confirme avec le MHSC tous les espoirs placé en lui.
Tous ces jeunes, sont encadrés par des joueurs plus expérimentés et habitués à la compétition de haut niveau comme Vitorino Hilton, champion de France avec l'Olympique de Marseille, Cyril Jeunechamp, qui joue sa quinzième saison consécutive en première division, Romain Pitau, champion de France avec le RC Lens ou encore Geoffrey Dernis, Souleymane Camara et John Utaka qui sont tous des joueurs à plus de dix saisons en Ligue 1. De plus, René Girard s'appuie également sur une cellule de recrutement efficace, puisque avec seulement 6,8 millions d'euros dépensés pour l'achat de l’ensemble joueurs de l'effectif, le club a réussi à faire signer des joueurs internationaux comme le Camerounais Henri Bedimo, ou le Chilien Marco Estrada, ainsi que le meilleur buteur et meilleur joueur de deuxième division en 2010, Olivier Giroud.
Par ailleurs, le MHSC a prêté cinq de ses joueurs durant la saison : Adrien Coulomb qui évolue au Vannes OC en National, division où il retrouve également Teddy Mézague et Guillaume Legras prêtés au FC Martigues,, Jonas Martin, qui fait partie de la génération Gambardella et qui évolue en Ligue 2 à l'Amiens SC et Bengali-Fodé Koita qui est prêté lors de la trêve hivernale au RC Lens, afin d'acquérir plus de temps de jeu.

### Statistiques individuelles
| Joueur             | Total |
| Olivier Giroud     | 10    |
| Younès Belhanda    | 5     |
| Souleymane Camara  | 5     |
| John Utaka         | 4     |
| Garry Bocaly       | 4     |
| Marco Estrada      | 3     |
| Henri Bedimo       | 2     |
| Benjamin Stambouli | 2     |
| Karim Aït-Fana     | 2     |
| Geoffrey Dernis    | 1     |
| Jamel Saihi        | 1     |
| Romain Pitau       | 1     |
| Vitorino Hilton    | 1     |
| Rémy Cabella       | 1     |

| Joueur            | Total |
| Olivier Giroud    | 25    |
| Younès Belhanda   | 13    |
| Souleymane Camara | 9     |
| John Utaka        | 8     |
| Rémy Cabella      | 6     |
| Geoffrey Dernis   | 5     |
| Marco Estrada     | 3     |
| Karim Aït-Fana    | 2     |
| Henri Bedimo      | 1     |
| Vitorino Hilton   | 1     |
| Mapou Yanga-Mbiwa | 1     |
| Joris Marveaux    | 1     |
| Jonathan Tinhan   | 1     |

Olivier Giroud est le joueur le plus utilisé par René Girard lors de la saison, il a en effet participé à 42 des 44 rencontres officielles du club, ne ratant que deux journées de championnat sur l'ensemble de la saison. Il devance Henri Bedimo d'un petit match, puisque le latéral camerounais a joué 41 des 44 matchs de son équipe.
Le joueur le plus prolifique en termes de but est bien évidemment Olivier Giroud, qui inscrit 25 buts dont 21 en championnats lui permettant de terminer ainsi meilleur buteur de la Ligue 1 devant le Brésilien Nenê qui bien qu'ayant inscrit le même nombre de buts, a inscrit neuf pénaltys contre seulement deux pour le Pailladin,. Il devance au sein du club Younès Belhanda, qui inscrit 13 buts dont 12 en championnat, terminant à la dixième place des buteurs de Ligue 1.
On retrouve ce même duo gagnant et dans le même ordre au niveau du classement des passeurs de l'équipe, Olivier Giroud réalisant dix passes décisives dont neuf en championnat, le plaçant ainsi au sixième rang du classement des passeurs de Ligue 1, et Younès Belhanda réalisant seulement cinq passes décisives tout comme Souleymane Camara.
Un seul joueur est expulsé à deux reprises, il s'agit de Younès Belhanda ce qui le privera d'ailleurs de l'historique fin de saison de son club, le record de cartons jaunes dans la saison étant détenu par Jamel Saihi avec neuf avertissements tout au long de la saison.

### Récompenses et distinctions
Au cours de la saison 2011-2012, l'Union nationale des footballeurs professionnels (UNFP) récompense chaque mois le meilleur joueur du championnat de France. Après une sélection de trois joueurs choisis par les médias sportifs, le public élit le joueur du mois avec des votes par SMS ou par Internet. Un seul joueur du MHSC a été élu joueur du mois pendant cette saison, il s'agit de Younès Belhanda au mois de novembre.
Le 14 mai 2012, l'UNFP organise la remise des trophées UNFP du football, trophées nominatifs des meilleurs acteurs du football français pour la saison décernés par le monde du football. Trois joueurs lillois sont nommés dans trois catégories différentes.
Olivier Giroud et Younès Belhanda font partie des nommés pour le prix du meilleur joueur de Ligue 1, le deuxième étant également nommé pour le prix du meilleur espoir de Ligue 1 en compagnie d'un autre joueur montpelliérain, Rémy Cabella. René Girard est quant à lui nommé pour le prix du meilleur entraîneur de Ligue 1. En parallèle, le but de Younès Belhanda face à l'Olympique de Marseille est nommé parmi les plus beaux buts de la saison.
Si le prix du meilleur joueur de Ligue 1 revient pour la deuxième saison consécutive au Belge du Lille OSC Eden Hazard, le prix du meilleur espoir et du meilleur entraîneur reviennent quant à eux aux Montpelliérains, Younès Belhanda devançant son partenaire et René Girard recevant ce trophée comme une consécration, privant Rudi Garcia d'un deuxième titre consécutif. Quatre Montpelliérains font également partie de l'équipe type de la saison, Younès Belhanda, Vitorino Hilton, Henri Bedimo et Olivier Giroud. En parallèle de cette cérémonie, les internautes choisissent le but de Younès Belhanda face à l'Olympique de Marseille comme plus beau but de la saison de Ligue 1.
Younès Belhanda reçoit une nouvelle récompense deux jours plus tard, en devenant le quatrième lauréat du Prix Marc-Vivien Foé, récompensant le meilleur joueur africain du championnat de France, succédant ainsi à l'ivoirien Gervinho. Devant la multitude de nominations et récompenses de son jeune meneur de jeu, René Girard assure qu'il s'y attendait.

« Il aurait fallu que je sois un peu fou pour ne pas croire en Younès. C’est un garçon qui avait déjà du talent en équipes de jeunes. Mais des jeunes qui ont du talent et qui n’ont pas confirmé, il y en a eu plein. Younès, lui, a une qualité fondamentale : il est mature pour son âge. C’est aussi quelqu’un de joyeux. »

— René Girard
Au lendemain de la dernière rencontre du championnat, alors qu'il célèbre le titre sur la place de la Comédie à Montpellier, Olivier Giroud se voit remettre le trophée du meilleur buteur de Ligue 1 pour ses 21 buts inscrits en 34 rencontres de championnat, devançant le Brésilien Nêne qui bien qu'ayant inscrit le même nombre de buts, a inscrit neuf pénaltys contre seulement deux pour le Pailladin,. L'international français succède ainsi au Sénégalais Moussa Sow, un des artisans du sacre du LOSC la saison précédente avec ses 25 buts. C'est la première fois depuis 1962 et Sékou Touré qu'un joueur montpelliérain est le meilleur buteur de première division.
Le 24 mai 2012, L'Équipe, le quotidien numéro un du sport en France, publie son équipe type de Ligue 1, basé sur les notes attribuées tout au long de la saison. Olivier Giroud, quatrième au classement général des notes et Henri Bedimo huitième, sont les seuls Pailladins à faire partie de cette équipe.

### Joueurs en sélection nationale

#### Équipe de France
Le sélectionneur de l'équipe de France est Laurent Blanc, champion du monde 1998 et ancien joueur du Montpellier HSC. Il atteint l'objectif que lui avait fixé la fédération et qui était la qualification directe de la France pour l'Euro 2012, le 11 octobre 2011 en tenant en échec un but partout la Bosnie-Herzégovine au stade de France.
C'est donc lors de la phase de préparation de l'Euro 2012, que le sélectionneur des Bleus fait appel pour la première fois à Olivier Giroud afin de disputer deux matchs amicaux au cours du mois de septembre face aux États-Unis et à la Belgique. Le 11 novembre, il entre en jeu à la 59e minute à la place de Kevin Gameiro face aux États-Unis et connaît ainsi sa première sélection chez les Bleus. Il connait une seconde sélection le 15 novembre, en entrant en jeu à la 71e minute face à la Belgique.
Le 29 février 2012, il marque son premier but en équipe de France face à l'Allemagne pour sa troisième sélection chez les Bleus. Le 15 mai 2012, il est convoqué dans une liste élargie de Laurent Blanc dans laquelle se trouve pour la première fois Mapou Yanga-Mbiwa, afin de participer au stage de préparation de l'équipe de France pour l'Euro 2012. Lors du premier match de préparation face à Islande, Olivier Giroud fait une entrée remarquée en délivrant deux passes décisives, à Franck Ribéry et à Adil Rami, alors que les Français sont menés deux buts à un. Deux jours plus tard, Laurent Blanc confirme la présence à l'Euro de l'attaquant pailladin mais pas celle de Mapou Yanga-Mbiwa qui ne connaitra pas sa première sélection avec les Bleus en cette fin de saison.
Le 15 juin, Olivier Giroud entre à jeu à la 75e minute de son premier match officiel sous le maillot de l'équipe de France, dans la Donbass Arena face à l'Ukraine que les Bleus remporte deux buts à zéro.

#### Sélections étrangères
Outre les internationaux français, la plupart des internationaux montpelliérains sont africains et jouent donc durant cette saison la fin des qualifications à la coupe d'Afrique des nations 2012 et le début des qualifications à la coupe du monde 2014. Mais la compétition majeure de cette saison pour les internationaux africains est la Coupe d'Afrique des nations 2012 qui se tient au Gabon et en Guinée équatoriale durant le mois de janvier 2012.
Parmi les cinq internationaux africains du MHSC, seul Henri Bedimo ne participe pas à la CAN, puisque le Cameroun s'est fait éliminer avant le dernier match des éliminatoires. Match auquel participe le Montpelliérain, pour une victoire cinq buts à zéro face à l'Ile Maurice. Il participe également à deux rencontres amicales durant la saison face à la Guinée équatoriale (1-1) et au Maroc (1-1).
Parmi les joueurs participants à la CAN 2012, il y a les deux internationaux marocains, Abdelhamid El Kaoutari et Younès Belhanda, si le premier est remplaçant et ne joue pas lors de la compétition, le second est devenu un titulaire indiscutable dans la tactique d'Éric Gerets et participe aux trois matchs de son équipe lors de la compétition, inscrivant d'ailleurs le but de la victoire contre le Niger. Malgré cela, le Maroc est éliminé dès le premier tour, sorti par le Gabon, pays organisateur, et par la Tunisie où évolue un autre Montpelliérain, Jamel Saihi. Le Tunisien ne joue pas les deux premiers matchs de son équipe, et retrouve une place de titulaire lors du dernier match de groupe et surtout lors du quart de finale de la compétition, perdu lors des prolongations face au Ghana deux buts à un. Enfin, le dernier joueur pailladin à participer à la CAN est Souleymane Camara, remplaçant de luxe de l'équipe du Sénégal, qui ne jouera qu'un seul match perdu deux buts à un face à la Libye.
Après une Copa América ratée, Marco Estrada et le Chili, n'ont pas d'échéance importante en vue lors de cette saison, si ce n'est de préparer les qualifications à la coupe du monde 2014 qui se déroulera au Brésil. Au cours du mois d'août et septembre 2011, le Chilien participe ainsi à trois matchs amicaux, avec notamment une confrontation face à la France, dans son jardin, puisque le match se déroule au stade de la Mosson à Montpellier. Il entre en jeu en toute fin de match, juste assez pour recevoir une ovation de la foule, participant ainsi à la belle performance de son équipe qui tient en échec les Bleus, un but partout.
Le 25 mai 2012, un nouveau pailladin gagne ses gallons d'international, Karim Aït-Fana est sélectionné pour la première fois avec le Maroc lors d'un match amical face au Sénégal, pour une défaite un but à zéro devant le public marocain. Début juin, c'est John Utaka qui est rappelé après plus de deux ans d'absence, pour participer aux qualifications à la coupe du monde 2014 avec l'équipe du Nigeria.
| Nom                    | Éliminatoires CAN | Éliminatoires CAN | Éliminatoires CAN | Éliminatoires CAN | CAN | CAN         | CAN    | CAN          | Éliminatoires Coupe du monde | Éliminatoires Coupe du monde | Éliminatoires Coupe du monde | Éliminatoires Coupe du monde | Matchs amicaux | Matchs amicaux | Matchs amicaux | Matchs amicaux | Total | Total       | Total  | Total        |
| Nom                    | MJ                | But inscrit       | Averti            | Carton rouge      | MJ  | But inscrit | Averti | Carton rouge | MJ                           | But inscrit                  | Averti                       | Carton rouge                 | MJ             | But inscrit    | Averti         | Carton rouge   | MJ    | But inscrit | Averti | Carton rouge |
| ---------------------- | ----------------- | ----------------- | ----------------- | ----------------- | --- | ----------- | ------ | ------------ | ---------------------------- | ---------------------------- | ---------------------------- | ---------------------------- | -------------- | -------------- | -------------- | -------------- | ----- | ----------- | ------ | ------------ |
| Karim Aït-Fana         | 0                 | 0                 | 0                 | 0                 | 0   | 0           | 0      | 0            | 2                            | 0                            | 0                            | 0                            | 1              | 0              | 0              | 0              | 3     | 0           | 0      | 0            |
| Henri Bedimo           | 3                 | 0                 | 0                 | 0                 | 0   | 0           | 0      | 0            | 2                            | 0                            | 0                            | 0                            | 3              | 0              | 0              | 0              | 8     | 0           | 0      | 0            |
| Younès Belhanda        | 2                 | 0                 | 0                 | 0                 | 3   | 1           | 0      | 0            | 1                            | 0                            | 0                            | 0                            | 4              | 0              | 0              | 0              | 10    | 1           | 0      | 0            |
| Souleymane Camara      | 1                 | 0                 | 0                 | 0                 | 1   | 0           | 0      | 0            | 1                            | 0                            | 0                            | 0                            | 5              | 1              | 0              | 0              | 8     | 1           | 0      | 0            |
| Abdelhamid El Kaoutari | 1                 | 0                 | 0                 | 0                 | 0   | 0           | 0      | 0            | 0                            | 0                            | 0                            | 0                            | 1              | 0              | 0              | 0              | 2     | 0           | 0      | 0            |
| Marco Estrada          | -                 | -                 | -                 | -                 | -   | -           | -      | -            | 0                            | 0                            | 0                            | 0                            | 3              | 0              | 0              | 0              | 3     | 0           | 0      | 0            |
| Jamel Saihi            | 1                 | 0                 | 0                 | 0                 | 2   | 0           | 0      | 0            | 1                            | 0                            | 0                            | 0                            | 3              | 1              | 0              | 0              | 6     | 1           | 0      | 0            |
| John Utaka             | 0                 | 0                 | 0                 | 0                 | 0   | 0           | 0      | 0            | 2                            | 0                            | 0                            | 0                            | 0              | 0              | 0              | 0              | 2     | 0           | 0      | 0            |

## Tactique
| \| Jourdren Bocaly Yanga-Mbiwa Hilton Bedimo Belhanda Saihi Estrada Camara Utaka Giroud \| L'équipe type de la saison en 4-2-3-1. · D'après les temps de jeu à leur poste. |
| Jourdren Bocaly Yanga-Mbiwa Hilton Bedimo Belhanda Saihi Estrada Camara Utaka Giroud                                                                                       |

La formation la plus utilisée par le MHSC cette saison est le 4-2-3-1, pour quatre défenseurs, deux milieux de terrain défensifs ou récupérateurs, trois milieux de terrain à vocation offensive et un attaquant. 

### Système défensif
Le gardien titulaire est l'ancien international espoir Geoffrey Jourdren qui se fait particulièrement remarquer lors de sa prestation face à l'AS Nancy-Lorraine et ce malgré le naufrage collectif de son équipe à Marcel Picot.
Le système défensif de René Girard mise beaucoup sur les duels et la qualité de ses joueurs dans ce domaine. La charnière centrale est constituée par Mapou Yanga-Mbiwa et Vitorino Hilton, qui s'impose à nouveau comme un des meilleurs défenseurs de Ligue 1 après quelques saisons difficiles à l'Olympique de Marseille, et se préoccupe essentiellement des attaquants adverses alors que les deux latéraux que sont Garry Bocaly et Henri Bedimo, ont quant à eux la charge des ailiers et ce, même si ces derniers ont tendance à entrer dans l'axe.
L'assise défensive du MHSC est également renforcée par la présence de deux milieux récupérateurs que sont Marco Estrada et Jamel Saihi, parfois suppléés par Benjamin Stambouli, qui verrouillent le milieu de terrain comme face à Benoit Cheyrou et Charles Kaboré lors du match au Vélodrome où les milieux olympiens ont été étouffés.
De plus, une des forces du club, est la cohésion défensive de son équipe, symbolisée par le comportement de ses ailiers que sont John Utaka et Souleymane Camara voire Karim Aït-Fana, qui se replacent rapidement face à leurs adversaires directs lors de la perte des ballons de leur équipe.

### Système offensif
Le système offensif mis en place par René Girard est fondé sur trois joueurs en particulier. Un attaquant de pointe physique, servant de point de fixation pour ses partenaires, et qui n'a pas peur d'aller au contact de ses adversaires afin de peser un maximum sur la défense centrale, libérant ainsi des espaces sur les côtés. Ainsi, Olivier Giroud fort de ses un mètre quatre-vingt-douze, aura été performant dans ce rôle, ses déviations de la tête et sa vision du but lui ayant permis de terminer meilleur buteur et meilleur passeur du club.
Le deuxième joueur important dans ce dispositif tactique est le meneur de jeu situé derrière l'attaquant, incarné lors de cette saison par le jeune Younès Belhanda, suppléé à l'occasion par Rémy Cabella, et qui a pour rôle de distribuer et de mener les phases finales des offensives lorsqu'il récupère un ballon dans les quarante derniers mètres. Cependant, l'international marocain se démarque d'un excellent meneur de jeu du championnat qu'est Eden Hazard, en préférant jouer dans la verticalité en cherchant la profondeur, quand le Lillois jouait plus dans la latéralité pour multiplier les combinaisons de jeu.
Enfin, s'ajoute un troisième joueur décisif dans les phases de préparation des offensives, incarné par le Chilien Marco Estrada qui reste en appui des offensives, orientant depuis sa moitié de terrain, le jeu vers les ailes en fonction des montées de ses latéraux, et de la réaction des adversaires. Car l'un des points forts de la saison du MHSC est l'utilisation des couloirs par les deux paires de latéraux-ailiers, que sont Garry Bocaly-Souleymane Camara à droite et Henri Bedimo-John Utaka à gauche. Les dédoublements et montées des latéraux, servant de point d'appui pour la remontée des ballons, ont ainsi permis de débloquer beaucoup de situations et notamment lors du match face au Paris Saint-Germain, où si le centre du terrain a été dominé par la technique des Parisiens, c'est par les ailes que les Montpelliérains ont amené le danger et inscrit les deux buts leur permettant de tenir en échec leurs adversaires.

## Aspects juridiques et économiques

### Structure juridique et organigramme
Lors de la saison 2011-2012, le Montpellier Hérault Sport Club est une société anonyme sportive professionnelle (SASP) au capital de 610 000 euros. Cette société est liée par convention à l'association loi de 1901 de l'Association sportive Montpellier Hérault Sport Club qui gère le centre de formation et les équipes amateurs du club. L'association est titulaire du numéro d'affiliation de la Fédération française de football, la SASP possède 100 % du capital.
Le Montpellier HSC est dirigé par un conseil d'administration dont le président est, depuis 1974, Louis Nicollin, ses deux fils, Laurent et Olivier, et l'Association Sportive Montpellier Hérault Sport Club en étant les autres membres.
L'organigramme inchangé lors de l'inter-saison, s'établit comme suit :
| Direction | Administratif | Sportif |
| --- | --- | --- |
| Président : Louis Nicollin Président délégué : Laurent Nicollin Président de l'association : Gilbert Varlot Directeur administratif et financier : Philippe Peybernes Directeur sportif : Bruno Carotti Manager centre de formation : Jean-François Domergue | Directeur marketing : Benoît Le Quéré Directeur développement : Fabrice Garcia Directeur communication : Pierre Bourdel Responsables sécurité : Pierre-Marie Grappin et Jacques Soares Responsable de la section féminines : Sydney Biton | Entraîneur : René Girard Entraîneur adjoint : Pascal Baills Entraîneur des gardiens : Dominique Deplagne Directeur du centre de formation : Bruno Lippini Préparateur physique : Nicolas Girard |

### Éléments comptables
Le budget prévisionnel du Montpellier HSC pour la saison est de 33 millions d'euros, ce qui correspond au quatorzième budget de Ligue 1, très loin derrière ceux du Paris Saint-Germain, de l'Olympique lyonnais et de l'Olympique de Marseille, tous trois situés aux alentours de 150 millions d'euros.

### Équipementiers et sponsors
Montpellier HSC change régulièrement d’équipementier au cours de son histoire. Le Coq Sportif équipe le club jusqu'en 1981, puis Puma de 1981 à 1987, Duarig de 1987 à 1989 et ensuite Adidas jusqu’en 1995. Le club signe ensuite avec Erima un contrat de trois ans puis retourne chez Adidas en 1999. En 2000, à la suite de la descente en Ligue 2, Montpellier HSC signe un contrat avec Nike à qui il reste fidèle depuis lors. Le club ouvre en 2010, en partenariat avec Nike, son « MHSC Store » dans le centre commercial « Odysseum ».
Comme la saison passée, le club est à la recherche d'un nouveau sponsor maillot à la suite de l'arrêt de son partenariat avec La Foir'Fouille. La société Netbet n'ayant toujours pas obtenu l'agrément de l'Autorité de régulation des jeux en ligne, c'est la région qui décroche le contrat avec sa marque Sud de France pour apparaitre sur le maillot du club. De son côté, Dyneff reste le second partenaire maillot, pour la troisième année consécutive.
Par ailleurs, la ville de Montpellier, la Communauté d'agglomération de Montpellier, le Conseil général de l'Hérault et le Conseil régional du Languedoc-Roussillon restent les partenaires institutionnels du club.

## Affluence et télévision

### Affluence
332 339 personnes ayant assisté aux 19 rencontres de championnat du MHSC au stade de la Mosson, l'affluence moyenne du club à domicile est de 17 492 spectateurs. Il s'agit de la huitième affluence du championnat, bien loin de celles du Paris Saint-Germain (42 882 spectateurs de moyenne), de l'Olympique de Marseille (40 445) ou de l'Olympique lyonnais (33 067),. Le club héraultais détient par ailleurs l'avant dernier taux de remplissage à domicile du championnat avec 53,1 % et le huitième à l'extérieur avec 75,5 %, ce qui désespère le président Louis Nicollin.

« Montpellier n’est pas une ville de foot. C’est une ville de plages et de pipes. Dans la région, il y a deux villes de foot, Sète et Nîmes. Au milieu, il y a Montpellier, et c’est trop snob. »

— Louis Nicollin
Le record en championnat d'affluence de la saison à domicile est réalisé lors de la 37e journée, lors du match décisif face au Lille OSC qui peut voir le sacre du club montpelliérain. 27 649 spectateurs assistent au but victorieux de Karim Aït-Fana dans le temps additionnel permettant une qualification directe pour la prochaine Ligue des champions.
En coupe de la Ligue, 6 179 puis 4 187 personnes assistent respectivement aux déplacements de l'Amiens SC et du FC Lorient au stade de la Mosson.
Affluence du MHSC à domicile,

### Retransmission télévisée
Le groupe Canal+ est le diffuseur majoritaire de la Ligue 1 2011-2012 et verse 465 millions d'euros de droits télévisuels à la Ligue de football professionnel (LFP). En plus de la retransmission des rencontres du championnat par son service Foot+, Canal+ dispose de tous les matchs du dimanche soir dont les dix plus belles affiches de la saison, du multiplex pour les 1re, 20e, 37e et 38e journées et des magazines footballistiques (Jour de foot, Les Spécialistes, Canal Football Club). Orange obtient les droits pour l'affiche du samedi soir, les matchs de l'après-midi en direct sur mobile et un magazine en vidéo à la demande sur internet, le tout pour un montant de 203 millions d'euros.
Le MHSC est le 6e club le plus diffusé avec 11 rencontres de championnat retransmises en tant qu'affiches de la journée, derrière le Paris Saint-Germain (20), l'Olympique de Marseille (16), le Lille OSC (16), l'Olympique lyonnais (15) et le Stade rennais (12). La rencontre de Ligue 1 du MHSC la plus suivie a été la confrontation contre le Paris Saint-Germain au Parc des Princes. 2 millions de téléspectateurs ont assisté à cette affiche du dimanche soir sur Canal+ à seulement quelques centaines de milliers de spectateurs des meilleures audiences des rencontres de Ligue 1 sur la chaîne cryptée, derrière les oppositions OM-PSG et le match PSG-OL.
Les droits télévisés versés par la LFP au MHSC au terme de la saison s'élèvent à 35,3 millions d'euros, ce qui classe le champion de France au sixième rang des clubs ayant le plus de retombées financières télévisuelles. Si l'augmentation par rapport à la saison précédente est impressionnante (+101%), le club a tout de même été handicapé par les modes de calculs sur les parts variables qui tiennent compte des résultats sportifs des années précédentes.

## Équipe réserve et équipes de jeunes

### Équipe réserve
L’équipe réserve du Montpellier HSC sert de tremplin vers le groupe professionnel pour les jeunes du centre de formation ainsi que de recours pour les joueurs de retour de blessure ou en manque de temps de jeu. De nombreux recrutements décisifs tel que le numéro 10 Islam Maroc, ont permis au club de se renforcer. Elle a été reléguée de CFA en fin de saison 2009-2010 provoquant le départ de son entraîneur Ghislain Printant, remplacé à ce poste par Bruno Lippini, qui dirige cette équipe pour la seconde saison consécutive.
Pour la saison 2011-2012, elle évolue dans le groupe F (Sud-Ouest) du Championnat de France Amateur 2, soit le cinquième niveau de la hiérarchie du football en France. Après une cinquième place obtenue l'année précédente dans le groupe E (Sud-Est), l'équipe réserve du MHSC qui espérait jouer une remontée en CFA, obtient son maintien lors de la dernière journée pour ne pas descendre en Division d'Honneur du Languedoc-Roussillon. Le club se sauve en terminant à la 10e place quelques points devant les relégués que sont l'US Lormont, le Blagnac FC, le SA Mérignac et le SU Agen et le FC Marmande. De l'autre côté du classement, le Stade bordelais accède au championnat de CFA la saison suivante.
| Rang | Équipe               | Pts | J  | G  | N  | P  | Bp | Bc | Diff |
| ---- | -------------------- | --- | -- | -- | -- | -- | -- | -- | ---- |
| 11   | Montpellier HSC rés. | 70  | 30 | 10 | 10 | 10 | 47 | 39 | +8   |
| 10   | Aurillac FCA         | 68  | 30 | 11 | 5  | 14 | 42 | 44 | -2   |
| 12   | US Lormont           | 67  | 30 | 10 | 7  | 13 | 40 | 49 | -9   |
| 13   | FC Marmande          | 65  | 30 | 9  | 8  | 13 | 34 | 41 | -7   |
| 14   | SU Agen              | 63  | 30 | 8  | 9  | 13 | 32 | 41 | -9   |
| 15   | SA Mérignac          | 57  | 30 | 7  | 6  | 17 | 26 | 49 | -23  |
| 16   | Blagnac FC           | 55  | 30 | 6  | 7  | 17 | 31 | 52 | -21  |

- Relégation en Division d'Honneur

Le tableau suivant liste les matchs de l'équipe réserve du Montpellier HSC.

### Équipe de jeunes
Le Montpellier HSC aligne plusieurs équipes de jeunes dans les championnats départementaux et régionaux. Parmi ces équipes de jeunes, l'équipe des moins de 19 ans participe à deux compétitions majeures, le championnat national des moins de 19 ans et la Coupe Gambardella 2011-2012. Si en championnat les jeunes Montpelliérains ont été battus par les jeunes de l'AJ Auxerre en demi-finales de la compétition, après avoir terminé premiers de leur groupe, leur parcours en Gambardella n'a pas connu la même réussite, puisqu'ils ont été sortis lors des huitièmes de finale par les jeunes des Girondins de Bordeaux.
L'équipe des moins de 17 ans qui évolue également dans le championnat national, termine à la septième place du groupe D, assez loin des jeunes de l'OGC Nice qui se qualifie pour la phase finale.